# Ngọ Doãn Trù
Ngọ Doãn Trù (chữ Hán:午尹儔 ?-?), là người thị trấn Bắc Lý, huyện Hiệp Hòa, tỉnh Bắc Giang. Ông làm quan Đoán sự dưới thời vua Lê Chiêu Tông.

## Tiểu sử
Trong cuốn gia phả họ Ngọ hiện được cất giữ tại Bắc Sơn, xã Bắc Lý có ghi ông sinh tại xã Bắc Lý, huyện Việt Yên (nay là xã Bắc Lý, huyện Hiệp Hòa).

## Đỗ đạt và làm quan
Năm 1518 - tức năm Quang Thiệu thứ 3, ông thi Đình đỗ Đệ tam giáp đồng Tiến sĩ xuất thân. Ông làm quan đến chức Đoán sự dưới thời vua Lê Chiêu Tông.

## Thờ phụng
Hiện nay, thi hài ông được thờ tại nghè Long Động, xã Bắc Lý, huyện Hiệp Hòa, tỉnh Bắc Giang.